# 快晴フライング
『快晴フライング』（かいせいふらいんぐ）は、古内一絵による日本の小説。
競泳を題材としたスポーツ・青春小説で、中学生の水泳部員たちがさまざまな困難に立ち向かいながらも突き進む様子を描く。2010年、第5回ポプラ社小説大賞特別賞受賞。なお時代設定は明言されていないが、2010年と推測できる。

## あらすじ
上野龍一の所属する弓が丘第一中学水泳部。彼は後輩たち誰一人を相手にしようとせず、自分の好きなように泳いでいたが、その龍一と対照的に主将の月島タケルはたくさんの後輩に優しく泳法の指導していた。そんなタケルの様子を見ていた龍一は関心を覚える反面、煩わしくも感じていた。
しかしその年の12月、タケルが交通事故で亡くなってしまう。その時はタケルが急に「いなくなった」ことに苛立ちを覚えた龍一だった。
それから4か月経ち、主将は龍一に、副部長は岩崎敦子引き継がれたが、タケルがいなくなった影響で大半の生徒が退部し、顧問の柳田義人から廃部を持ち出される。啖呵を切った龍一は「弓が丘杯の男子メドレーリレーで優勝できなければ、廃部にしてもいい」と宣言。新たにメンバーを集めるためにスカウトに出向かうが、それでも強い選手が集まることは無かった。諦めかけていたその時、スポーツセンターでクラスの美人雪村襟香の姿を見かける。彼女は驚くほど速く泳ぐにもかかわらず水泳部に入っていなかったので声をかけるも、無下に断られる。
順調にスカウトが進まないまま、弓が丘第三中学水泳部との模擬レースが行われるが、有力部員が消えた一中水泳部は醜態を晒すしかなく、柳田と三中水泳部は去年からの変わり具合に呆れ果てるしかなかった。
このままでは柳田との約束を果たせないと感じた龍一。そんな中偶然街中で襟香と、更にはドラァグクイーンのシャールと出会う。シャールとの会話の中で、襟香がGIDであることを知らされ、それと同時に襟香が水泳部で泳ぎたくなかった理由が判明する。
「男として泳ぎたい。」その襟香の願いをかなえようと龍一とシャールが力になる。そして水泳部に入部し学区域戦のメドレーリレーに参加することになった。初めは断固として拒否していた柳田だが、元同級生のシャールの助言により許可を出す。また、それまでほとんど泳げなかった水泳部員が、襟香の指導により驚異的な進化を遂げ、ついに学区域戦のメドレーリレーでの優勝を果たす。
順調に弓が丘杯までの準備を進めていたかのように見えたが、襟香が男子として活動に参加していることを襟香の母、雪村洋子にばれてしまう。しかし襟香は、母親からの猛反対を押し切って男子として出場することを決意する。
弓が丘杯で一中水泳部は個人種目で大いなる活躍を見せる。完全に士気が上がった状態で臨んだメドレーリレーだったが、襟香がアクシデントにより途中棄権をしてしまう。女性であれば避けられない現象での棄権に悔しさを滲ませる襟香だったが、その姿を見た洋子は、自分の子供に対する理解の無さに反省し、襟香へ親としての愛情を見せる。
柳田との約束を果たせなかった一中水泳部だが、結局部は存続となった。龍一と襟香は、いつか皆で、自分たちだけの大会をしようと約束したのであった。

## 登場人物

### 主要人物
上野龍一（うえのりゅういち）
一中水泳部長。3年生男子。専門は自由形短距離。2年生時では全中の標準記録まで僅かに届かなかった。
敦子とタケルとは幼馴染み。
岩崎敦子（いわさきあつこ）
一中水泳部副部長。3年生女子。専門は自由形短距離。龍一とタケルとは幼馴染み。眼鏡をかけており、地味だと評されることもある。
タケルが死亡したことを弔うために喪章を付け続けている。
雪村襟香（ゆきむらえりか）
龍一のクラスメイトの女子。美人だが無口。日曜日にスポーツセンターで3km泳ぐことを日課にしている。性同一性障害で苦しんでいる。
後に龍一の必死な勧誘とシャールの後押しにより水泳部に入部する。
月島タケル（つきしま -）
一中水泳部元部長。男子。専門は平泳ぎ。中学2年生時の夏に全国大会に出場するも、12月に交通事故で死亡してしまう。

### 弓が丘第一中学校

#### 水泳部
三浦有人（みうらありと）
2年生男子。専門種目はバタフライ。かなりのお調子者で、どじょうすくいのマネが上手い。地元出身なのに関西弁を喋る。チビ。
実際はかなりひどい家庭環境だが、弟たちを元気づけるために明るく振る舞っている。
始めはほとんど泳げなかったが、襟香の指導により成長する。
五十嵐弘樹（いがらしひろき）
2年生男子。自他ともに認める水中歩行部員。アニメ研究部と兼部しているオタク。絵がうまい。かなりの巨体で、そのせいでアニメ研究部ではいじめられていたところを麗美に入部を誘われる。
平泳ぎが泳げるようになるように奮闘している。
東山麗美（ひがしやまれみ）
2年生女子。専門は背泳ぎ・バタフライ。アニメ研究部と兼部している。弘樹程ではないが巨体。飛込みが苦手なためスタート台の下からスタートする背泳ぎに取り組んでいる。
小松莉子（こまつりこ）
1年生女子。専門は平泳ぎ。かなり影が薄く不気味な存在。存在に気付かれないこともあるが本人は気にしていない。スイミングスクールに通っていたのか初期段階からまともな泳ぎを見せる。
宇崎聖（うざきさとし）
1年生男子。専門は平泳ぎ。全く泳げないが水泳部に入部する。先輩に対して反抗的であり、威圧的な龍一でさえもあきれるほど。練習態度も悪く、いつもプールサイドで休んでいるが、欠席することは無い。
その斜めな性格から同級生から嫌われており、本人も友達がいなくていいと思っていた。しかし、有人の人懐っこい性格に感銘され水泳部に入部。有人のことは大切な友達だと思っている。
マトマイニ・ワイリム
1年生男子。専門は背泳ぎ。ケニアからの留学生で、陸上部のエース。
地元の母親を養いたいと思っており、将来的にはケニアに帰るつもり。その為今のうちにプールのある日本で泳いでおこうと水泳部に入部した。
当初は全く泳げなかったが、襟香の指導により究極的に進化を遂げる。
柳田義人（やなぎだよしと）
顧問。シャールとは中学時代の同級生。事なかれ主義。
最初は非協力的だったが、シャールの話を聞いて少しではあるが協力している。

#### その他
大野美恵（おおのみえ）
龍一のクラスメイトの女子でいじめグループのリーダー。襟香のことを煙たく思っている。
酒井（さかい）
龍一のクラスメイトの男子。お調子者。
春日（かすが）
龍一の同級生。元一中水泳部。受験競争に執着しており、水泳を止め常に勉強に取り組んでいる。専門は自由形。龍一のリレーメンバーへの誘いを断る。

## 書籍情報
- 単行本：ポプラ社 2011年4月発行、ISBN 978-4-591-12417-8
- 文庫：ポプラ文庫 2013年4月5日発行、ISBN 978-4-591-13433-7